# Keith Coogan

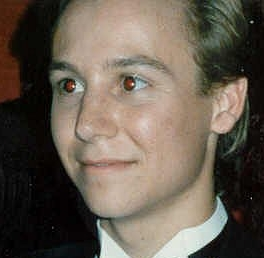
Keith Coogan, 1989

Keith Coogan (* 13. Januar 1970 in Palm Springs, Kalifornien) ist ein US-amerikanischer Schauspieler und ehemaliger Kinderdarsteller.

## Leben
Coogans Geburtsname lautete Keith Eric Mitchell. 1986 änderte er seinen Namen in Keith Coogan. Er wuchs als Enkel von Jackie Coogan auf und begann seine Karriere schon früh mit Auftritten in Fernsehwerbespots. Sein Fernsehdebüt hatte er 1978 in drei Fernsehfilmen. Nachfolgend erhielt er Gastrollen in Fernsehserien wie CHiPs, Fantasy Island und Love Boat. 1979 spielte er den Sohn von Clu Gulager in der Serie The MacKenzies of Paradise Cove, die jedoch bereits nach den ersten sechs Episoden abgesetzt wurde. 1979 und 1980 war er in einer wiederkehrenden Gastrolle als Jeffrey Burton in Die Waltons zu sehen. Es folgten weitere Fernsehauftritte, unter anderem in einer Folge von Knight Rider, für die er mit dem Young Artist Award ausgezeichnet wurde, sowie eine Sprechrolle im Disney-Zeichentrickfilm Cap und Capper. Sein Spielfilmdebüt hatte Coogan 1987 im Regiedebüt von Chris Columbus, der Komödie Die Nacht der Abenteuer. In den darauf folgenden Jahren war er in einigen weiteren Filmen wie Seitensprünge, Boy Soldiers und Fast Food Family zu sehen. Seine Filmkarriere kam jedoch ins Stocken, und so spielte er in späteren Jahren in B-Movies und Direct-to-Video-Produktionen.

## Filmografie (Auswahl)

### Fernsehen
- 1978: CHiPs
- 1979: Fantasy Island
- 1979: Love Boat
- 1979–1980: Die Waltons (The Waltons)
- 1981: Unsere kleine Farm (Little House on the Prairie)
- 1982: Knight Rider
- 1982: Mork vom Ork (Mork & Mindy)
- 1989: 21 Jump Street – Tatort Klassenzimmer (21 Jump Street)
- 1993: Geschichten aus der Gruft (Tales from the Crypt)
- 1994: Diagnose: Mord (Diagnosis: Murder)
- 2003: Die himmlische Joan (Joan of Arcadia)

### Film
- 1981: Cap und Capper (The Fox and the Hound)
- 1987: Die Nacht der Abenteuer (Adventures in Babysitting)
- 1987: Inkognito (Hiding Out)
- 1989: Seitensprünge (Cousins)
- 1991: Boy Soldiers (Toy Soldiers)
- 1991: Fast Food Family (Don’t Tell Mom the Babysitter’s Dead)
- 1994: In the Army Now – Die Trottel der Kompanie (In the Army Now)
- 1995: Ski Hard
- 1998: Männer ticken anders (Just a Little Harmless Sex)
- 2015: Cats Dancing on Jupiter

## Auszeichnungen
- 1983: Young Artist Award für Knight Rider
- 1984: Young-Artist-Award-Nominierung für Gun Shy
- 1984: Young-Artist-Award-Nominierung für CBS Library
- 1988: Young-Artist-Award-Nominierung für Adventures in Babysitting
- 1990: Young-Artist-Award-Nominierung für Cheetah
- 1992: Young-Artist-Award-Nominierung für Fast Food Family
- 1992: Young-Artist-Award-Nominierung für Boy Soldiers